# مایکل ویگستون
مایکل ویگستون (انگلیسی: Michael Wigston؛ زادهٔ ۲۵ فوریهٔ ۱۹۶۸) فرد نظامی اهل بریتانیا است، که هم‌اکنون به‌عنوان فرمانده نیروی هوایی سلطنتی بریتانیا فعالیت می‌کند. وی همچنین برندهٔ جوایزی همچون نشان حمام و نشان امپراتوری بریتانیا شده‌است.